# MyPody a sousedi
MyPody a sousedi (v anglickém originále MyPods and Boomsticks) jsou 7. díl 20. řady (celkem 427.) amerického animovaného seriálu Simpsonovi. Scénář napsal Marc Wilmore a díl režíroval Steven Dean Moore. V USA měl premiéru dne 30. listopadu 2008 na stanici Fox Broadcasting Company a v Česku byl poprvé vysílán 25. října 2009 na stanici ČT2.

## Děj
V obchodě Mapple Store Bart přeruší videoposelství zakladatele společnosti Steva Mobbse a uráží uživatele společnosti. Při útěku před zákazníky Mapplu narazí na muslimského chlapce z Jordánska jménem Bašír a spřátelí se s ním. Homer je Bašírem ohromen, ale Lenny, Carl a Vočko ho přesvědčí, že všichni muslimové jsou teroristé. Pozve Bašírovu rodinu na večeři ve snaze odhalit je, ale otevřeně je urazí, kvůli čemuž odejdou. 
Později večer, když se jde k nim domů omluvit, zahlédne Homer Bašírova otce, jak pracuje s TNT v garáži. Vrátí se domů a má noční můru, v níž vystupuje džin Aladin, který promění „dekadentní, západní společnost“ ve stereotypní islámskou republiku. Otřesen tímto snem Homer vyslechne Bašírova otce, jak mluví o své práci při demolici budov, ale špatně si to vyloží a domnívá se, že jde o sebevražedného atentátníka. Jakmile Bašírův otec odjede do práce, Homer přesvědčí matku, aby ho pozvala dovnitř a on se mohl omluvit. Nabourá se do rodinného počítače a objeví schéma demoličních plánů springfieldského obchodního centra. 
Homer spěchá do obchodního centra, aby varoval nakupující, a uvidí Barta, jak stojí s Bašírem a jeho otcem u rozbušky; pokusí se zachránit situaci tím, že hodí dynamit do řeky. Ve skutečnosti se ukáže, že staré nákupní středisko bylo určeno ke zničení. Homer si uvědomí svou chybu, omluví se a rodina Simpsonových uspořádá pro Bašírovu rodinu večírek. 
V dílčí zápletce Líza získá od Šáši Krustyho v obchodě MyPod. Začne být tímto přístrojem posedlá a vystaví si účet na 1 200 dolarů. Vydá se do podmořského sídla společnosti Mapple a prosí Steva Mobbse, aby zvážil snížení splátek. Mobbs nabídne Líze práci v Mapplu, aby jí pomohl s placením účtu. K jejímu rozčarování tato práce spočívá v tom, že stojí na rohu ulice převlečená za MyPod, rozdává letáky Mapple a říká lidem, aby „mysleli jinak“.

## Kulturní odkazy
Epizoda obsahuje řadu parodií na společnost Apple Inc. a její produkty. Společnost Apple je zobrazena jako Mapple, přičemž MyPod, MyPhone, MyTunes, MyCube, Mapple Store a Brainiac Bar odkazují na iPod, iPhone, iTunes, Power Mac G4 Cube, Apple Store a Genius Bar. Generálním ředitelem společnosti Mapple je Steve Mobbs, parodie na tehdejšího generálního ředitele společnosti Apple Inc. Steva Jobse. Scéna, ve které Komiksák hodí kladivo na obrazovku počítače, je odkazem na reklamu na Apple „1984“.
V epizodě se také objevují četné odkazy na filmy a popkulturu. Scéna, v níž Homer letí na létajícím koberci, je parodií na film Aladin; objeví se v ní i Džin. Hlas Džina v této epizodě namluvil stálý člen dabérského souboru Simpsonových Dan Castellaneta. Předtím namluvil džina v televizním seriálu Aladin, v Návratu Jafara a v sérii videoher Kingdom Hearts. Steve Mobbs, který rukama ovládá řadu holografických obrazovek, je odkazem na film Minority Report z roku 2002.
Hudba v epizodě obsahuje píseň Minnie Ripertonové „Lovin' You“ a „Moon Dreams“ Milese Davise, v kresleném filmu Itchy a Scratchy zazní „Symfonie č. 5“ Ludwiga van Beethovena a píseň Alicie Bridgesové „I Love the Nightlife“.

## Přijetí
Díl byl nejsledovanějším pořadem na stanici Fox v noci, kdy byl poprvé vysílán, s přibližně 7,8 milionu diváků a ratingem 4,4 Nielsen.

### Kritika
Kritici epizodu obecně chválili. 
Robert Canning ze serveru IGN epizodu pochválil; jako celek ji označil za vtipnou a silnou a „dala dnes již známé zápletce ‚podezřelého teroristy‘ simpsonovský nádech“, ale zbytek dějové linie označil za méně působivý. Canning svou recenzi končí slovy, že po odečtení Líziny účasti po prvním dějství se jedná o slušně zábavný díl Simpsonových. Epizodě udělil hodnocení 7,6/10.
Kritici epizodu chválili za její vtipy, ale tvrdili, že díl měl být vydán na začátku desetiletí, zejména v době, kdy byly aktuálnější útoky z 11. září a představení produktů Apple. 
Steve Heisler z The A.V. Clubu udělil epizodě známku C−. Byl zmaten, proč byla všechna jména týkající se společnosti Apple mírně pozměněna, ale odkazy na jiné značky, například Old Navy, nikoliv.
Daniel Aughey z TV Guide díl také pochválil za konzistentní příběh a vtipné vtipy. Aughey vysvětlil některé vtipy v epizodě, které se mu líbily, a vysvětlil, jak si zápletky „od A do Z“ dobře pohrají s vtipy.
Heisler i Aughey se vyjádřili, že epizoda měla být natočena dříve, Heisler uvedl, že téma je zastaralé, a Aughey ji označil za „o krok pozadu“, oba měli pocit, že téma islamofobie by bylo aktuálnější blíže k začátku 21. století.
Kromě toho se díl objevil v žebříčku pěti nejlepších televizních hlášek týdne časopisu Entertainment Weekly.

### Přijetí tématu
Simpsonovi jsou známí svou náboženskou tematikou, především protestantskou vírou většiny postav, ale objevily se i epizody založené na judaismu, katolicismu, hinduismu a buddhismu. V tomto díle se však poprvé objevila zápletka zahrnující islám. V roce 2000 kontaktoval Mark I. Pinsky při psaní knihy Evangelium podle Simpsonových štáb s dotazem, proč se neobjevila epizoda zahrnující islám. Bylo mu řečeno, že je to proto, že o této víře nevědí dost, ale mají v úmyslu takový díl natočit.
V článku pro CNN z června 2015 po několika kontroverzích týkajících se zobrazování Mohameda Pinsky poznamenal, že MyPody a sousedi jsou satirou na islám, jež je „moudrá a dobře zapadá do tradice seriálu, který neznámou víru zobrazuje vědoucím způsobem, relativně lehkou rukou, a zároveň znevažuje rozšířený náboženský předsudek“.
David Feltmate, spisovatel zabývající se náboženskými tématy, zmínil tuto epizodu ve své knize Drawn to the Gods: Religion in The Simpsons, South Park and Family Guy, a to vedle dílu Městečka South Park Kubomba a epizody Griffinových Peter muslimem. Napsal, že všechny tři zmíněné animované sitcomy přistupují k islámu stejným způsobem jako k novým náboženským hnutím a interpretují je prostřednictvím obecně rozšířených stereotypů, v tomto případě terorismu. MyPody a sousedi jsou však podle něj jediným příkladem, kdy je islám nenáviděn na začátku epizody, ale nikoliv na jejím konci.
Rada pro americko-islámské vztahy epizodu pochválila a zaslala Mattu Groeningovi pochvalný dopis. Výkonný ředitel Rady Nihad Awad napsal, že „díky svému přijetí v populární kultuře je komedie často jedním z nejlepších prostředků pro zpochybňování stereotypů a netolerance. Společnosti Fox a Mattu Groeningovi je třeba pogratulovat, že se zabývají znepokojivým fenoménem islamofobie.“
V dubnu 2009 udělila Rada pro muslimské veřejné záležitosti cenu Shohreh Aghdashloo, představitelce hlasu Miny. Organizace uvedla, že „epizoda prostřednictvím humoru vysílá silné poselství o nebezpečí ignorance a předsudků zakořeněných ve falešných domněnkách“. Wilmore byl za scénář epizody nominován na 40. ročníku NAACP Image Awards v kategorii vynikající scénář komediálního seriálu. Cenu získala Erica D. Montolfo za epizodu White Coats and White Lies seriálu The Game.